# Attatha gaetana
Attatha gaetana är en fjärilsart som beskrevs av Charles Oberthür 1923. Attatha gaetana ingår i släktet Attatha och familjen nattflyn. Inga underarter finns listade i Catalogue of Life.